# Exobasidium sydowianum
Exobasidium sydowianum ist eine Pilzart der Familie der Nacktbasidienverwandten (Exobasidiaceae) aus der Ordnung Ustilaginomycotina. Sie ist ein Endoparasit der Echten Bärentraube (Arctostaphylos uva-ursi). Symptome des Befalls durch den Pilz sind rötliche Flecken auf den Blättern der Wirtspflanzen. Das Verbreitungsgebiet der Art umfasst das nördliche Europa.

## Merkmale

### Makroskopische Merkmale
Exobasidium sydowianum ist mit bloßem Auge zunächst nicht zu erkennen. Symptome des Befalls sind rötliche, bis zu 5 mm breite Flecken auf den Blättern des Wirtes, sowie im Spätstadium auf der Blattunterseite hervortretendes Myzel.

### Mikroskopische Merkmale
Das Myzel von Exobasidium sydowianum wächst wie bei allen Nacktbasidien interzellulär und bildet Saugfäden, die in das Speichergewebe des Wirtes wachsen. Die zwei- bis viersporigen Basidien sind unseptiert. Sie wachsen direkt aus der Wirtsepidermis oder aus Spaltöffnungen. Die dicklich bananenartig geformten Sporen sind hyalin und 11–17 × 3–4 µm groß. Die Konidien sind bazillenförmig bis annähernd keulenförmig.

## Verbreitung
Das bekannte Verbreitungsgebiet von Exobasidum sydowianum umfasst die gemäßigten bis subborealen Regionen Europas von Deutschland bis nach Fennoskandien.

## Ökologie
Die Wirtspflanze von Exobasidium sydowianum ist die Echte Bärentraube (Arctostaphylos uva-ursi). Der Pilz ernährt sich von den im Speichergewebe der Pflanzen vorhandenen Nährstoffen, seine Basidien brechen später durch die Blattoberfläche und setzen Sporen frei. Die Sporen keimen zu Konidien, aus denen sich dann neues Myzel entwickelt.